# Small device C compiler
Small device C compiler ou SDCC (em português: Compilador C para dispositivo pequeno) é um compilador C código aberto, parcialmente portável, para microcontroladores. Ele é distribuído sob a GNU General Public License. O pacote contém também um organizador, um montador, um simulador e um depurador. A partir de Março de 2007, o SDCC é o único compilador C open source para microcontroladores compatíveis com o Intel 8051.
O compilador SDCC foi usado pelo projeto FreeRTOS para portar seu sistema operacional de tempo real para a série de microcontroladores baseados no 8051 da Silabs (antiga Cygnal).

## Arquiteturas suportadas
- Intel 8051 e seus derivados
- Zilog Z80 e derivados compatíveis com binários, tais como Z180 e eZ80
- Freescale (Motorola) HC08

Há trabalhos em progresso para:
- Microchip PIC16 e PIC18